# がらくた少女と人喰い煙突
『がらくた少女と人喰い煙突』（がらくたしょうじょとひとくいえんとつ）は、矢樹純による日本の長編推理小説。
2012年8月に宝島社より出版された『Sのための覚え書き かごめ荘連続殺人事件』の桜木シリーズの続編として、矢樹純がKindleにて出版した。
シリーズものであれば同じ出版社から出されるのが通例であるが、本作をKindleストアでの個人出版とした理由について、「前作が売れなかったため、様々な条件をクリアできず2作目を刊行することができなかった。またシリーズ物であるため、他の出版社に持ち込むことができなかった」ことに加え、作品内に登場する架空の疾患である《赤痣病》について、実在する疾患とその歴史的背景をモデルとしているからだと作者自身が説明している。その後、河出文庫から出版が決定し、2017年9月に文庫本で発売された。

## ストーリー
主人公・楠陶子は自身の《強迫性貯蔵症》の治療のため、心理カウンセラーの桜木とともに、瀬戸内海に浮かぶ特異な歴史を持つ孤島・狗島を訪れる。
狗島はかつて不治の伝染病として恐れられた《赤痣病》の治療施設が建てられ、治療薬が開発され《赤痣病》が脅威でなくなった現在も、根強い差別や家族との断絶のために帰る場所を失った元患者達が暮らす島。
2人が島に到着した日、「人喰い煙突」と呼ばれる火葬場の煙突の下で、嵐の中、陶子の伯父である友埜恵三郎が首なし死体となって発見された。しかし煙突から“首のある”被害者が落下した瞬間から、“首のない”遺体となって発見されるまで、 誰もその現場に足を踏み入れることはできなかった。
嵐に閉ざされた孤島で発生した不可解な殺人事件に滞在者達が疑心暗鬼になる中、さらに第二の殺人事件が発生する。

## 主な登場人物
楠陶子（くすのき・とうこ）
《強迫性貯蔵症》の女子中学生。
桜木静流（さくらぎ・しずる）
陶子の治療を引き受けた心理カウンセラー。
友埜仁菜（ともの・にな）
陶子の従姉であり、狗島の伝染病治療施設《狗島愛心園》園長。
友埜恵三郎（ともの・けいざぶろう）
仁菜の義父であり、《狗島愛心園》の前園長。
相馬武生（そうま・たけお）
狗島に滞在中の廃墟写真家。
中家琴美（なかいえ・ことみ）
《狗島愛心園》に勤務するベテラン看護師。
庄野遥（しょうの・はるか）
《狗島愛心園》に勤務する女性介護士。
辻浦靖（つじうら・やすし）
《狗島愛心園》に勤務する男性介護士。
須永雄一（すなが・ゆういち）
《狗島愛心園》に入所している元患者。
遠山悦子（とおやま・えつこ）
《狗島愛心園》に入所している元患者。